# 馬柳斯·斯坦科維休斯
馬柳斯·斯坦科維休斯（英語：Marius Stankevičius；1981年7月15日—）是一位立陶宛足球運動員。在場上的位置是後衛。他現在效力於德國足球甲級聯賽球隊漢諾威96足球俱樂部。他也代表立陶宛國家足球隊參賽。